# Cron
cron — классический демон (компьютерная программа в системах класса UNIX), использующийся для периодического выполнения заданий в определённое время. Регулярные действия описываются инструкциями, помещенными в файлы crontab и в специальные каталоги.
Название cron образовано от греческого слова χρόνος (хро́нос) — время (по-английски — chronos). Разработчик cron, Кен Томпсон (англ. Ken Thompson), подтвердил это в частной беседе с Брайаном Керниганом (англ. Brian Kernighan).
В системах на базе systemd cron фактически замещён встроенным механизмом systemd.timer.
Файлы crontab, создаваемые для отдельных пользователей, находятся в каталоге /usr/spool/cron/crontabs/ или /var/spool/cron/tabs/. Редактировать их вручную не рекомендуется, для этого используют команду crontab -e.
Файлы crontab, используемые для управления всей системой, располагаются в каталоге /etc/cron.d/.
Кроме того, в каталогах /etc/cron.daily/, /etc/cron.weekly/ и /etc/cron.monthly/ размещаются автоматически запускаемые программы (ежедневно, еженедельно или ежемесячно).
Основной файл конфигурации cron, /etc/crontab, выглядит примерно так:
```
# /etc/crontab: system-wide crontab

# Unlike any other crontab you don't have to run the `crontab'

# command to install the new version when you edit this file

# and files in /etc/cron.d. These files also have username fields,

# that none of the other crontabs do.

SHELL
=
/bin/sh

PATH
=
/usr/local/sbin:/usr/local/bin:/sbin:/bin:/usr/sbin:/usr/bin

# m h dom mon dow user	command

 
17
 
*
  
*
   
*
   
*
  
root
   
cd
 
/
 
&&
 
run-parts
 
--report
 
/etc/cron.hourly

 
25
 
6
  
*
   
*
   
*
  
root
   
test
 
-x
 
/usr/sbin/anacron
 
||
 
(
 
cd
 
/
 
&&
 
run-parts
 
--report
 
/etc/cron.daily
 
)

 
47
 
6
  
*
   
*
   
7
  
root
   
test
 
-x
 
/usr/sbin/anacron
 
||
 
(
 
cd
 
/
 
&&
 
run-parts
 
--report
 
/etc/cron.weekly
 
)

 
52
 
6
  
1
   
*
   
*
  
root
   
test
 
-x
 
/usr/sbin/anacron
 
||
 
(
 
cd
 
/
 
&&
 
run-parts
 
--report
 
/etc/cron.monthly
 
)

#

```

## crontab
Каждый пользователь системы имеет свой файл, заданный crontab, в котором описано, в какое время и какие программы запускать от имени этого пользователя. Для редактирования файла crontab используется специальная одноимённая программа crontab, позволяющая не прерывать процесс cron на время редактирования.
Вывести содержимое текущего файла расписания:
```
crontab -l
```

Удаление текущего файла расписания:
```
crontab -r
```

Для редактирования файла crontab вашего пользователя используется команда
```
crontab -e
```

Таблица crontab состоит из 6 колонок, разделяемых пробелами или табуляторами. Первые пять колонок задают время выполнения (минута, час, день, месяц, день недели), в них может находиться число, список чисел, разделённых запятыми, диапазон чисел, разделённых дефисом, символы * или /. В системных файлах crontab после полей времени указывается пользователь, от которого запускается команда. Все остальные символы в строке интерпретируются как выполняемая команда с её параметрами. Если команда отправляет какой-нибудь текст в стандартный вывод, этот текст отправляется по e-mail пользователю.
```
* * * * * выполняемая команда
- - - - -
| | | | |
| | | | ----- день недели (0—7) (воскресенье = 0 или 7)
| | | ------- месяц (1—12)
| | --------- день месяца (1—31)
| ----------- час (0—23)
------------- минута (0—59)
```

Пример файла crontab:
```
 
# как обычно, с символа '#' начинаются комментарии

 
# в качестве командного интерпретатора использовать /bin/sh

 
SHELL
=
/bin/sh

 
# результаты работы отправлять по этому адресу

 
MAILTO
=
paul@example.org

 
# добавить в PATH домашний каталог пользователя

 
PATH
=
/bin:/usr/bin:/home/paul/bin

 

 
#### Здесь начинаются задания

 
# выполнять каждый день в 0 часов 5 минут, результат складывать в log/daily

 
5
 
0
 
*
 
*
 
*
 
$HOME
/bin/daily.job
 
>>
 
$HOME
/log/daily
 
2
>
&
1

 
# выполнять 1 числа каждого месяца в 14 часов 15 минут

 
15
 
14
 
1
 
*
 
*
 
$HOME
/bin/monthly

 
# каждый рабочий день в 22:00

 
0
 
22
 
*
 
*
 
1
-5
 
echo
 
"Пора домой"
 
|
 
mail
 
-s
 
"Уже 22:00"
 
john

 

 
23
 
*/2
 
*
 
*
 
*
 
echo
 
"Выполняется в 0:23, 2:23, 4:23 и т. д."

 
5
 
4
 
*
 
*
 
sun
 
echo
 
"Выполняется в 4:05 в воскресенье"

 
0
 
0
 
1
 
1
 
*
 
echo
 
"С новым годом!"

 
15
 
10
,13
 
*
 
*
 
1
,4
 
echo
 
"Эта надпись выводится в понедельник и четверг в 10:15 и 13:15"

 
0
-59
 
*
 
*
 
*
 
*
 
echo
 
"Выполняется ежеминутно"

 
0
-59/2
 
*
 
*
 
*
 
*
 
echo
 
"Выполняется по чётным минутам"

 
1
-59/2
 
*
 
*
 
*
 
*
 
echo
 
"Выполняется по нечётным минутам"

 
# каждые 5 минут

 
*/5
 
*
 
*
 
*
 
*
 
echo
 
"Прошло пять минут"

 
# каждое первое воскресенье каждого месяца. -eq 7 это код дня недели, т. е. 1 -> понедельник , 2 -> вторник и т. д.

 
0
 
1
 
1
-7
 
*
 
*
 
[
 
"
$(
date
 
'+\%u'
)
"
 
-eq
 
7
 
]
 
&&
 
echo
 
"Эта надпись выводится каждое первое воскресенье каждого месяца в 1:00"

```

Например, следующий код очищает журнал ошибок Apache в одну минуту после полуночи (00:01) каждый день, предполагая, что оболочка по умолчанию для пользователя cron совместима с оболочкой Bourne:
```
1
 
0
 
*
 
*
 
*
 
printf
 
""
 
>
 
/var/log/apache/error_log

```

В этом примере программа оболочки с именем export_dump.sh выполняется каждую субботу в 23:45:
```
45
 
23
 
*
 
*
 
6
 
/home/oracle/scripts/export_dump.sh

```

Примечание. В некоторых системах также можно указать */n для запуска через каждый n-й интервал времени. Кроме того, указание нескольких конкретных временных интервалов может быть выполнено с помощью запятых (например, 1,2,3).
Строка ниже будет выводить «hello world» в командную строку каждую 5-ю минуту каждого первого, второго и третьего часа (то есть 01:00, 01:05, 01:10, вплоть до 03:55).
```
*/5
 
1
,2,3
 
*
 
*
 
*
 
echo
 
hello
 
world

```

## Особенности
- Все условия (времени запуска) проверяются по «логическому И», кроме условий «день недели» и «день месяца» — указанные совместно, они обрабатываются по «логическому ИЛИ», то есть «по любому из дней», что отражено в документации (Ubuntu, Debian, FreeBSD). Однако такая логика неочевидна и не позволяет создать условие типа «первый понедельник каждого месяца» или «каждую пятницу в 13 число». Разработчики не изменяют данное поведение, считая его стандартом.[3]
- Все файлы crontab должны завершаться пустой строкой, иначе будет проигнорировано последнее правило либо весь файл.
- Команды файла crontab используют стандартный синтаксис командной оболочки, но их нельзя разделить на несколько строк.
- Запускаемые файлы в автоматически сканируемых каталогах, таких как /etc/cron.daily/, игнорируются, если их имя содержит точку.
- Синтаксис crontab, используемый для запуска раз в несколько минут со сдвигом, может привести к неожиданным результатам. Так, запись 1-56/5 * * * * не будет совершать запуск по 1-й минуте каждого часа; для срабатывания «каждые 5 минут начиная с 1-й минуты часа» следует использовать формат 1-59/5 * * * * или 1,6,11,16,21,26,31,36,41,46,51,56 * * * *.
- Символ % в команде запуска используется для передачи перевода строки в команду (если не экранирован). Следующий за ним текст команды передаётся запускаемой программе не как параметры командной строки, а через стандартный ввод.
- Вывод запускаемых команд отправляется пользователю, от имени которого производился запуск. Если в файле crontab до команды расположена директива MAILTO=<new@email>, то выводимые данные будут отправляться на указанный адрес.

## Графический интерфейс
Для удобства пользователей во многих системах есть специальные программы графического интерфейса управления cron.

### Gnome Schedule
Для основанных на Debian дистрибутивов:
- Установка: sudo apt-get install gnome-schedule
- Запуск: Applications → System tools → Schedule

### Kcron
Kcron представляет собой KDE-интерфейс для редактирования конфигурационных файлов cron. Утилита запускается по Alt+F2, в окне редактирования можно указать мышью:
- полный путь к выполняемому файлу программы
- нужное время запуска программы
- переменные окружения, необходимые во время исполнения программы

## Похожие программы
- NnCron — планировщик для Windows.
- Task Scheduler — планировщик задач Windows и его консольная утилита schtasks.exe.
- at — однократный запуск программ в заданное время.
- anacron — периодический запуск программ, не обязательно в точности в заданное время: например, если в указанное в задании время машина была выключена, anacron выполнит задание позже.
- inetd — запуск программ обслуживания сетевых запросов.
- upstart — запуск программ обслуживания событий (обобщение cron, atd, anacron, inetd).